# Sacy (Yonne)
Sacy is een plaats en voormalige gemeente in het Franse departement Yonne in de regio Bourgogne-Franche-Comté. De plaats is op 1 januari 2016 opgegaan in de aangrenzende gemeente Vermenton.

## Geografie
De oppervlakte van Sacy bedraagt 28,2 km², de bevolkingsdichtheid is 7,5 inwoners per km².
De onderstaande kaart toont de ligging van Sacy (Yonne) met de belangrijkste infrastructuur en aangrenzende gemeenten.

## Demografie
Onderstaande figuur toont het verloop van het inwonertal (bron: INSEE-tellingen).

## Geboren in Sacy
- Restif de La Bretonne (1734-1806), (veel)schrijver van o.a. libertijnse romans